# Masdevallia murex
Masdevallia murex är en orkidéart som beskrevs av Carlyle August Luer. Masdevallia murex ingår i släktet Masdevallia och familjen orkidéer. Inga underarter finns listade i Catalogue of Life.